# 国際連合安全保障理事会決議293
国際連合安全保障理事会決議293（こくさいれんごうあんぜんほしょうりじかいけつぎ293、英: United Nations Security Council Resolution 293）は、1971年5月26日に国際連合安全保障理事会で採択された決議である。キプロス紛争に関係する。
安保理は、紛争に関係する過去の決議を再確認し、直近の勇気づけられる事態の進展に留意した上で、1971年12月15日に終了する予定の国際連合キプロス平和維持軍のキプロス駐留を延長し、紛争の当事国に対して、最大限の抑制をもって行動し、平和維持軍に全面的に協力するように要求した。